# Really Really Happy
Really Really Happy è il quinto album del gruppo musicale statunitense The Muffs, pubblicato nel 2004.

## Tracce
Tutte le canzoni sono state scritte da Kim Shattuck.
1. Freak Out - 2:03
2. A Little Luxury - 2:16
3. Really Really Happy - 2:52
4. Something Inside - 2:01
5. Everybody Loves You - 2:12
6. Don't Pick On Me - 2:37
7. And I Go Pow - 2:38
8. My Lucky Day  - 3:01
9. Fancy Girl - 2:39
10. How I Pass The Time - 2:35
11. Slow - 2:27
12. I'm Here I'm Not - 2:03
13. The Whole World - 3:22
14. My Awful Dream - 2:45
15. By My Side - 2:14
16. Oh Poor You = 1:33
17. The Story Of Me - 3:07

## Formazione
- Kim Shattuck – chitarra, voce
- Ronnie Barnett – basso
- Roy McDonald – batteria